# Полещук, Леонид Георгиевич
Леони́д Гео́ргиевич Полещу́к (21 марта 1938 или 1938, Шадринск, Челябинская область — 27 июля 1986 или 1986, Лефортовская тюрьма) — сотрудник КГБ СССР, агент ЦРУ, расстрелян по приговору суда за измену Родине в форме шпионажа.

## Биография
Леонид Георгиевич Полещук родился 21 марта 1938 года в городе Шадринске Шадринского района Челябинской области, ныне города областного подчинения Курганской области, по другим (возможно ошибочным) данным — место рождения  Украинская ССР.
Окончил факультет иностранных языков Душанбинского педагогического института имени Т. Г. Шевченко. Работал в одной из средних школ Душанбе, учителем английского языка, позже завучем. Член КПСС.
В начале 1970-х годов он поступил на службу в КГБ СССР, во внешнюю разведку. Получив распределение в Катманду (Королевство Непал), он прибыл туда в 1971 году, оставив жену с сыном в Москве. Поначалу эксперт аппарата экономического советника советского посольства Л.Г. Полещук достиг некоторых положительных результатов в своей карьере, но впоследствии началось формирование разложения личности. Он стал страдать алкоголизмом и страстью к азартным играм. Во время одного из своих посещений казино он проиграл в рулетку пять тысяч непальских рупий (порядка 300 долларов США), которые были взяты им из кассы резидентуры. Понимая, что за растрату казённых денег он будет предан суду и по меньшей мере уволен из КГБ, Полещук предложил свои услуги американским резидентам в Непале. Резидент ЦРУ Джон Беллингхем мгновенно оценил возможности потенциального агента, и согласился.
Полещук выдал ЦРУ состав резидентуры КГБ и ГРУ в Непале, а также передал сведения об агентуре советской разведки среди граждан совколонии и иностранцев, о проведенных и планируемых негласных операциях. В досье ЦРУ Полещук получил псевдоним «Way» («Уэй»).
В 1974 году Полещук уехал из Катманду в Москву. Перед отъездом он заявил своим кураторам, что в СССР сотрудничать с ЦРУ он отказывается, поэтому контакты между ними прекратились на десять последующих лет. Работал в одном из отделов центрального аппарата КГБ.
В 1984 году Полещук был послан в Лагос (Федеративная Республика Нигерия). К тому времени он уже имел звание подполковника, работал в Управлении «К» (контрразведка) Первого Главного управления КГБ СССР. Он вёл замкнутый образ жизни, старался не привлекать к себе внимания. В феврале 1985 года Полещук восстановил связь с американской разведкой. Придя в универмаг рядом с посольством США в Нигерии, он сымитировал вывих ноги, а когда прибыл врач из посольства, Полещук назвал ему пароль: «Я — Лео, из страны высоких гор. Передайте привет Беллингхему». Через десять дней на связь с Полещуком вышел резидент ЦРУ в Нигерии Ричард Бал.
В результате своего сотрудничества с ЦРУ Полещук выдал американским разведчикам всех советских разведчиков и агентов в Нигерии. Вернувшись в Москву, он на сей раз продолжил работать на американцев. На след Полещука выйти органам контрразведки удалось уже весной 1985 года. Во время наблюдения за сотрудниками американского посольства, которые являлись кадровыми разведчиками, была зафиксирована закладка 18 июля 1985 года бухгалтером посольства США Полом Залаки тайника у 4-й опоры ЛЭП в пролеске на проезде Серебрякова, возле улицы Лётчика Бабушкина. Тайник был замаскирован под обычный камень, внутри находились деньги и инструкции. 2 августа 1985 года Полещук был арестован. На первых допросах он вёл себя нагло и заявлял о своей невиновности, но когда в его квартире были найдены шифры, которые помогают связываться с ЦРУ, Полещук решил дать признательные показания. У него в квартире обнаружены драгоценности на 64358 руб. Имя Полещука назвал советский агент в США Олдрич Хейзен Эймс. Об аресте Полещука сообщили Сергею Моторину, имя которого также назвал О. Эймс.
Желая затянуть следствие, Полещук сделал заявление о шпионской связи с ЦРУ своего сослуживца сотрудника КГБ майора Игоря Ивановича Кожанова, работавшего вместе с ним в Нигерии. После трёхмесячного тщательного разбирательства невиновность Кожанова была полностью установлена.
12 июня 1986 года Военная коллегия Верховного суда СССР приговорила по пункту а) статьи 64 «Измена Родине» УК РСФСР Леонида Георгиевича Полещука к высшей мере наказания — смертной казни через расстрел с конфискацией имущества. Приговор был приведён в исполнение 27 июля 1986 года. Сотрудники посольства, замеченные в разведывательной деятельности на территории СССР, были объявлены персонами нон грата и высланы из страны.

## Семья
Отец — Георгий Евгеньевич Полещук, мать — Юлия Яковлевна Полещук.

Жена — Людмила Николаевна. Сын Андрей Полещук проживает в США.